# Rukwa

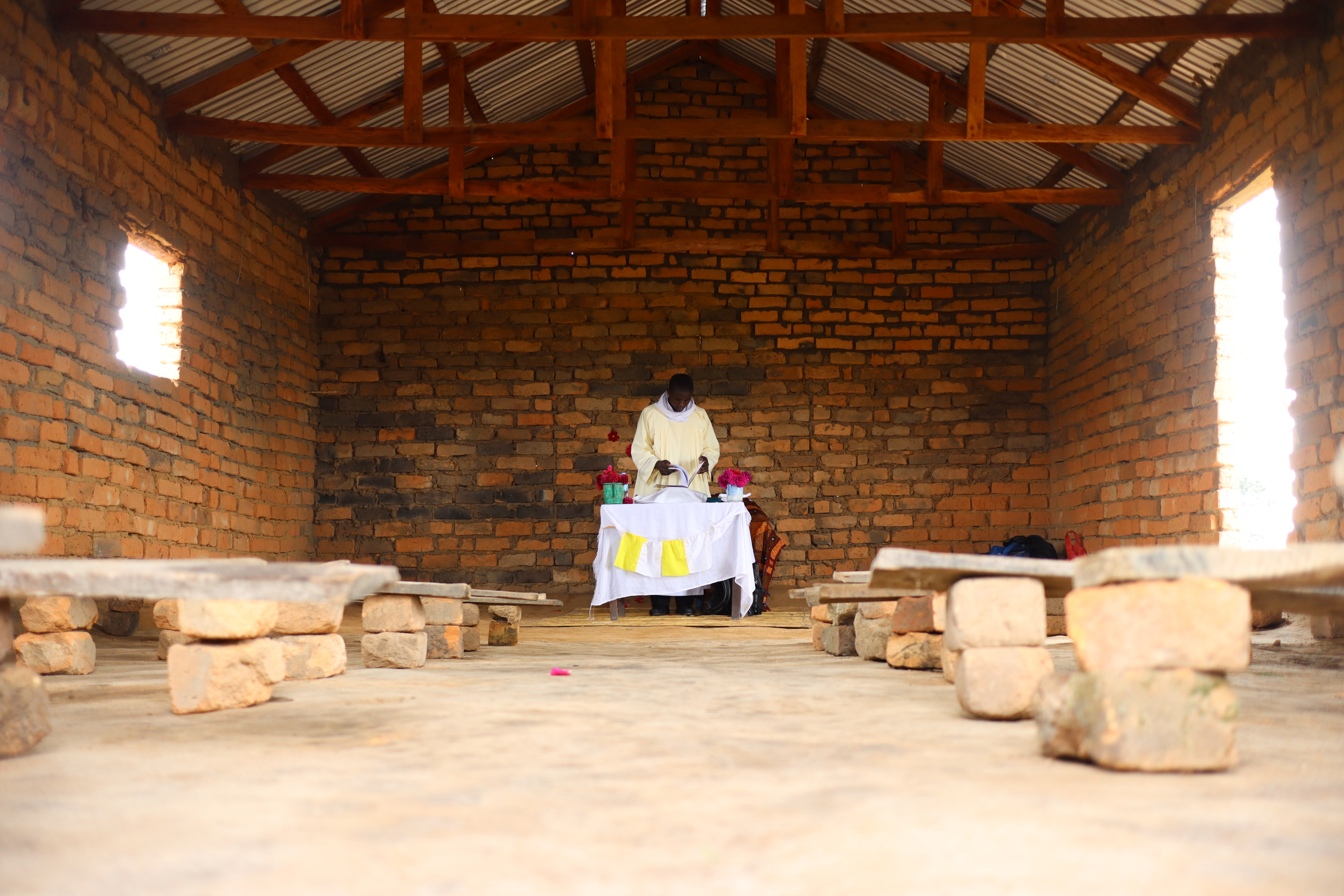
Église catholique dans un petit village de montagne.

Rukwa est une région du sud-ouest la Tanzanie. Elle est bordée à l'ouest par le lac Tanganyika et au sud par la Zambie.
Formée majoritairement de plateaux, elle compte deux villes significatives : sa capitale Sumbawanga au sud et la ville de Mpanda au nord. Entre les deux s'étend le parc national de Katavi.